# Sigrid Onégin
Sigrid Onégin (Stoccolma, 1º giugno 1889 – Magliaso, 13 giugno 1943) è stata un contralto tedesco che godette di un'importante carriera internazionale prima della seconda guerra mondiale.

## Biografia
Nacque a Stoccolma, in Svezia, nel 1889 da padre tedesco e madre francese. Questo rinomato contralto cantava inizialmente professionalmente sotto il suo nome da nubile, Lilly Hoffmann. Dopo il suo matrimonio con il pianista e compositore russo Eugene Onégin (1870-1919), cantò per un breve periodo come Lilly Hoffmann-Onégin prima di decidersi per Sigrid Onegin, il nome con cui divenne famosa.
Studiò a Francoforte, Monaco e Milano e prese anche lezioni da famosi cantanti di una precedente generazione come Lilli Lehmann e Margarethe Siems. Il suo debutto operistico avvenne a Stoccarda nell'ottobre del 1912, dove apparve come Carmen. Entrò a far parte della Staatsoper Stuttgart nel 1912 e dell'Opera di Monaco nel 1919.
Negli anni '20 trascorse due stagioni al Metropolitan Opera e una al Covent Garden, cantando Amneris (Aida) e una varietà di ruoli wagneriani. Negli anni '30 cantò al Festival di Salisburgo e di Bayreuth, ma era più ricercata per le sue esibizioni concertistiche.
Si dice che la Onegin possedesse la migliore voce di contralto ascoltata dai tempi di Ernestine Schumann-Heink, che era stata una stella della cosiddetta "Età d'oro" dell'opera (il periodo tra gli anni 1880 e la prima guerra mondiale). Il canto di Onegin fu celebrato per la ricchezza del tono, la sua flessibilità, le sue dimensioni e la sua esperta tecnica di coloratura. Possedeva anche una gamma vocale notevolmente ampia.
La sua ultima apparizione concertistica avvenne negli Stati Uniti nel 1938. Morì a Magliaso, nella Svizzera neutrale nel 1943, mentre la seconda guerra mondiale infuriava al suo apice. Realizzò un numero impressionante di registrazioni a 78 giri al minuto durante gli anni del suo periodo migliore, che sono state ri-pubblicate su CD.

## Ruoli operistici creati
- La Onegin creò il ruolo di Dryad in Ariadne auf Naxos.[3]

## Ruoli di rilievo
- Orfeo (Gluck's Orfeo ed Euridice)
- Eboli (Don Carlo)
- Fidès (Il profeta)
- Erda  (L'oro del Reno e Sigfrido)
- Lady Macbeth (Macbeth)
- Fricka (L'oro del Reno e La Valchiria)
- Waltraute (La Valchiria e Il crepuscolo degli dei)
- Brangäne (Tristano e Isotta)
- Amneris (Aida)
- Orsini (Lucrezia Borgia)

## Repertorio completo
| Ruolo            | Titolo                  | Autore      |
| ---------------- | ----------------------- | ----------- |
| Carmen           | Carmen                  | Bizet       |
| Maffio Orsini    | Lucrezia Borgia         | Donizetti   |
| Orfeo            | Orfeo ed Euridice       | Gluck       |
| Clitennestra     | Ifigenia in Aulide      | Gluck       |
| Cornelia         | Giulio Cesare in Egitto | Händel      |
| Fidès            | Il profeta              | Meyerbeer   |
| Dalila           | Sansone e Dalila        | Saint-Saëns |
| Dryad            | Ariadne auf Naxos       | Strauss     |
| Lady Macbeth     | Macbeth                 | Verdi       |
| Azucena          | Il trovatore            | Verdi       |
| Eboli            | Don Carlo               | Verdi       |
| Amneris          | Aida                    | Verdi       |
| Ortrud           | Lohengrin               | Wagner      |
| Fricka Erda      | L'oro del Reno          | Wagner      |
| Fricka Waltraute | La Valchiria            | Wagner      |
| Brangania        | Tristano e Isotta       | Wagner      |
| Erda             | Sigfrido                | Wagner      |
| Waltraute        | Il crepuscolo degli dei | Wagner      |